# Märzfliege

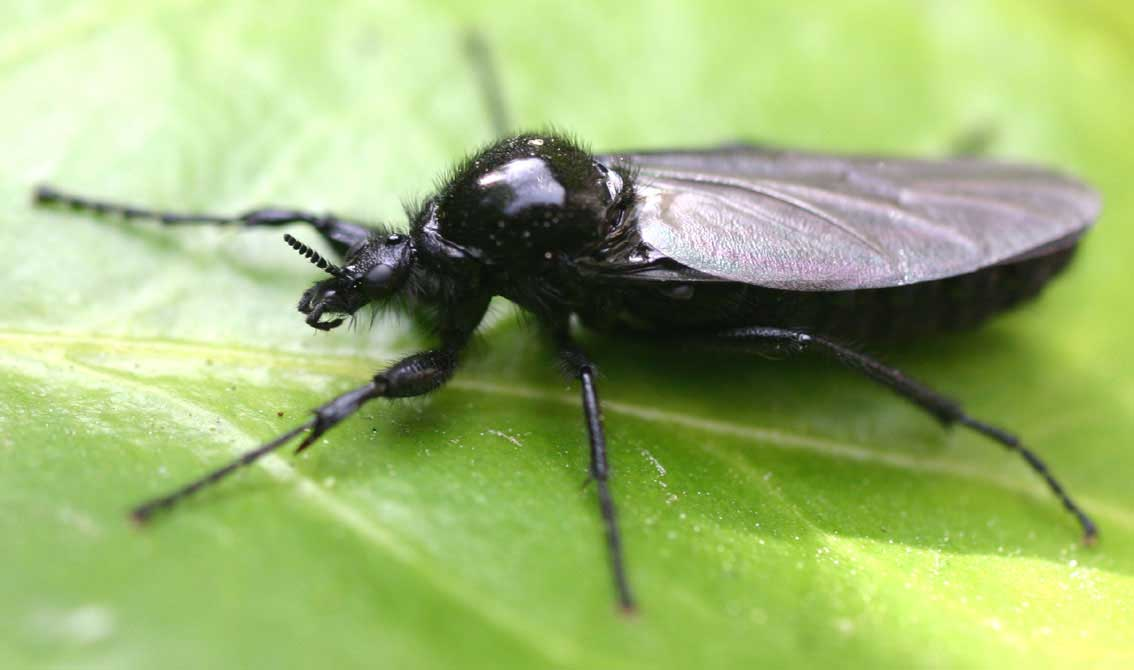
Märzfliege (Bibio marci), Weibchen

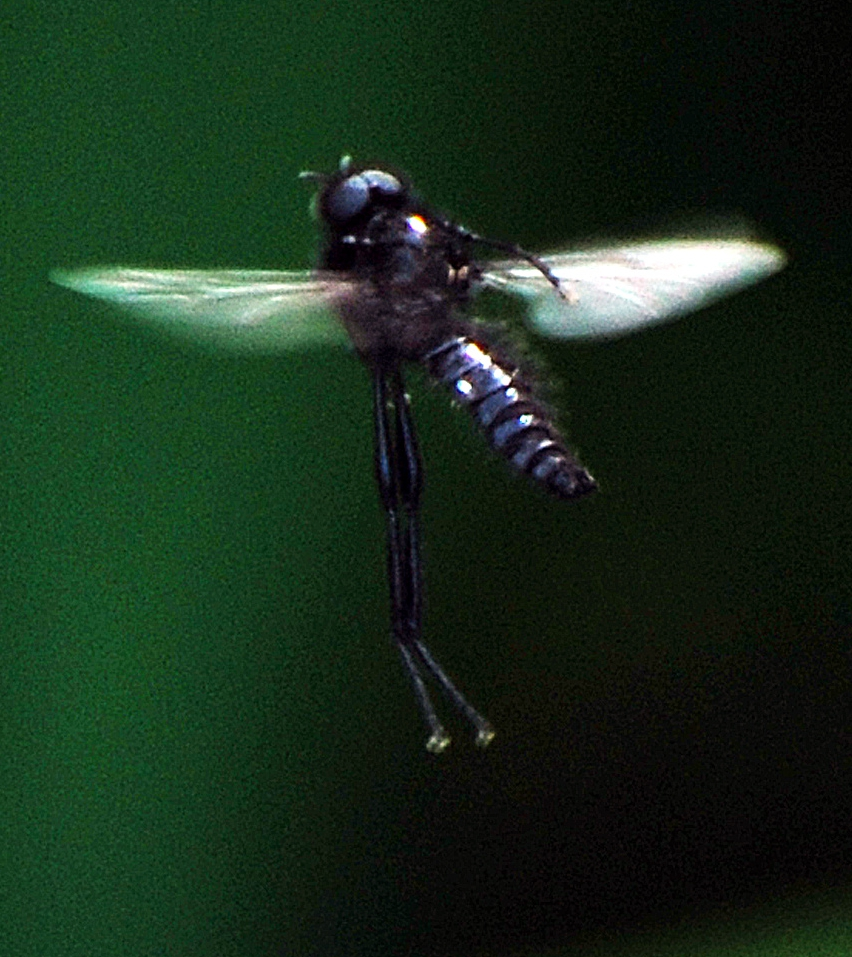
Märzfliegenmännchen im Flug

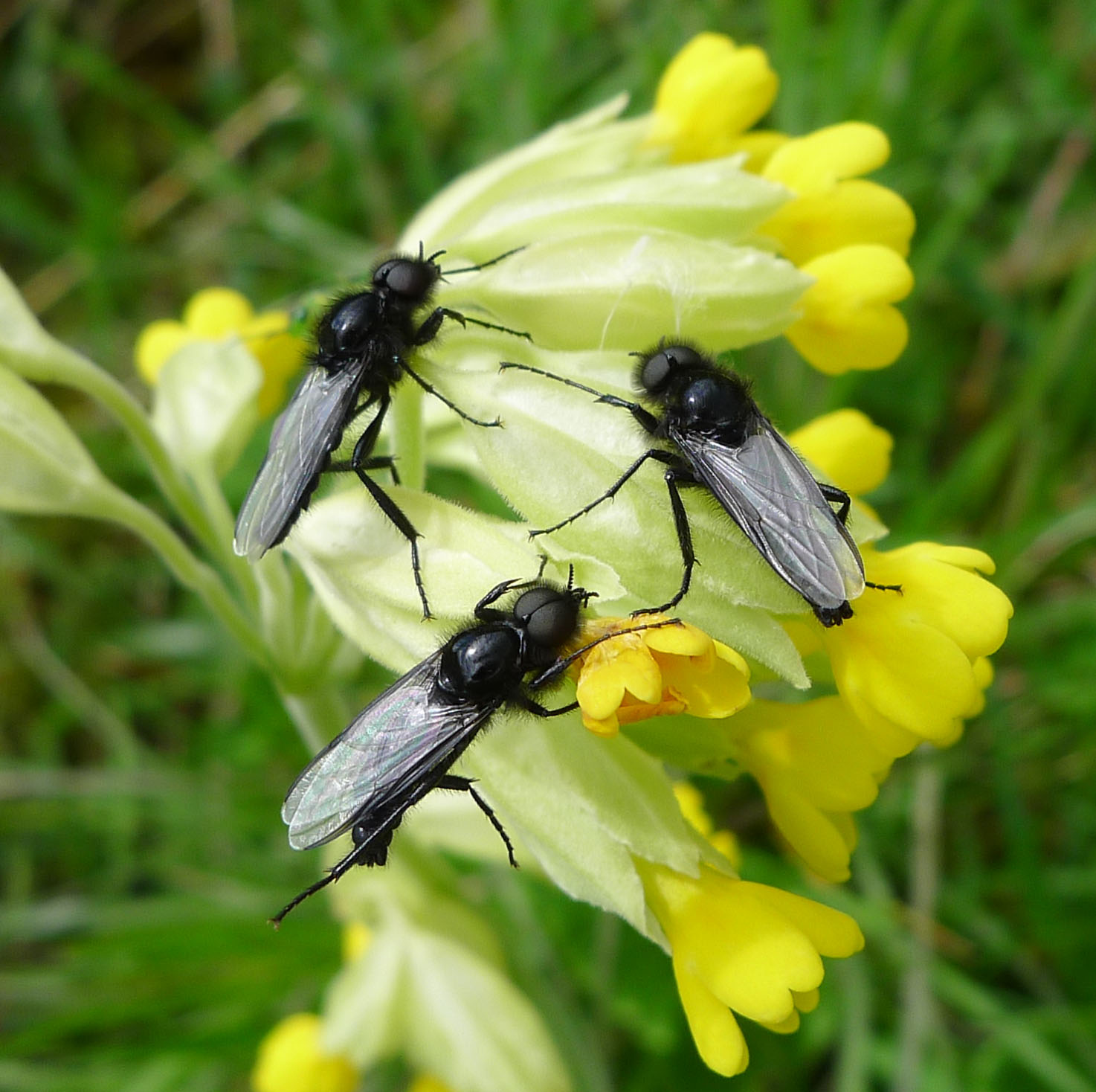
Märzfliegen auf Blüten
der Echten Schlüsselblume

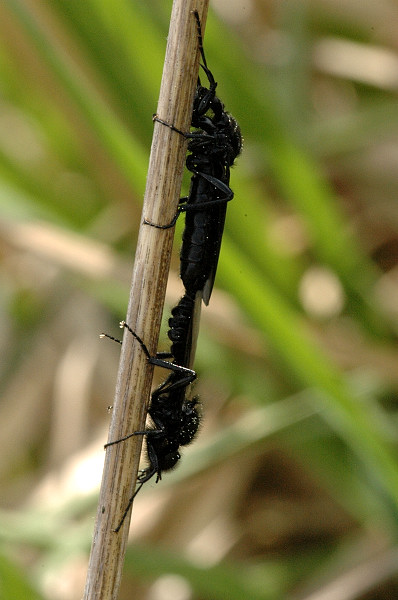
Märzfliegen bei der Paarung, das Weibchen (oben) ist größer als das Männchen

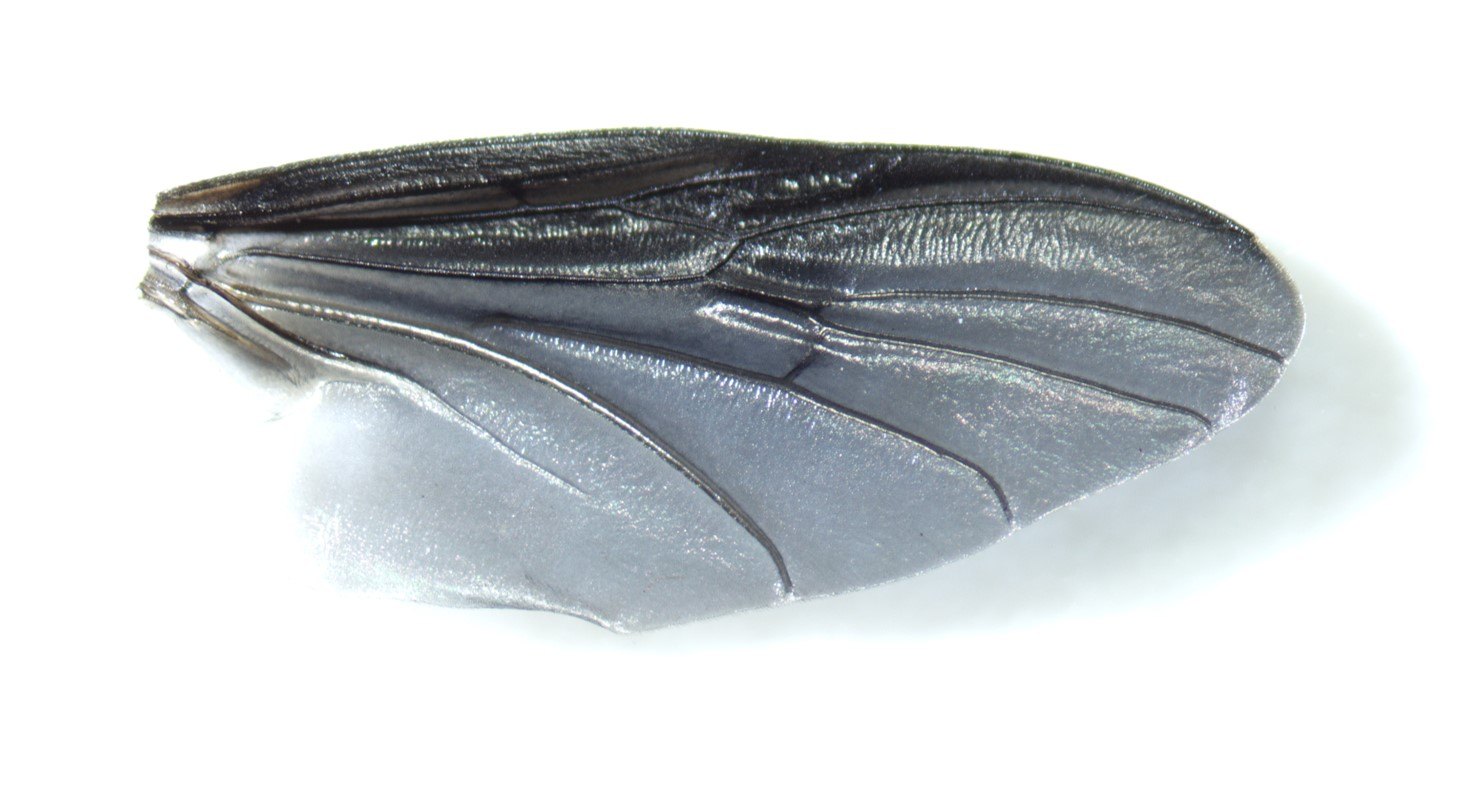
Flügel von Bibio marci ♀

Larven der Haarmücke

Die Märzfliege (Bibio marci), auch als Märzhaarmücke, Markusfliege oder Markushaarmücke bezeichnet, ist die häufigste, meist in Schwärmen vorkommende Art aus der Familie der Haarmücken (Bibionidae) und gehört somit zu den Zweiflüglern (Diptera). Der Name Markusfliege rührt daher, dass in der Zeit um den Markustag, dem 25. April, häufig Schwärme zu beobachten sind.

## Merkmale

### Mücken
Märzfliegen sind tiefschwarz glänzende Mücken (Nematocera), die eher Fliegen (Brachycera) ähneln. Für eine Mücke sind die neungliedrigen Fühler sehr kurz. Die Taster sind fünfgliedrig. Märzfliegen werden etwa acht bis elf Millimeter lang und sind damit die größten Haarmücken Europas. Die Weibchen werden dabei größer als die Männchen. Die Weibchen und die rauhaarigen Männchen kann man sehr gut an den Augen unterscheiden, die Männchen haben sehr große, halbkugelige Augen, während die Weibchen nur kleine, seitlich stehende Augen und einen kleineren Kopf haben. Auch die Nebenaugen sind sehr gut erkennbar. Die Weibchen haben schwarze Flügel und die der Männchen scheinen eher weißlich. Die Vorderschienen sind dornartig ausgezogen und dienen vor allem den Weibchen beim Graben in der Erde. Flügel und Beine sind eher kurz, somit wirken sie untersetzt und relativ robust. Im Flug lassen die Männchen für Mücken typisch die Beine hängen, somit erscheinen sie recht plump.

### Larven
Frisch geschlüpfte Larven haben eine Länge von 1,6 Millimetern. Bis auf die Kopfkapsel ist ihr Körper farblos und transparent. Der Kopf ist in diesem Stadium relativ groß und gelblich braun. Die Larven haben zwölf Segmente, von denen bei den jungen Larven anfangs nur das zwölfte ein offenes Stigmenpaar besitzt. Wächst die Larve heran, so bildet sich mit der Zeit ein Tracheensystem mit zehn Stigmenpaaren heraus. Vor der Verpuppung haben nur das zweite und das elfte Segment keine Tracheenöffnungen. Schon die jungen Larven sind stark behaart, die späteren Stadien besitzen stachelartige Fortsätze, die in Reihen angeordnet sind. Im letzten Stadium vor der Verpuppung ist die Larve 20 bis 24 Millimeter lang und 2,5 Millimeter breit. Der Kopf ist dann dunkelbraun glänzend, fast schwarz. und 1,5 Millimeter lang. Die Mundwerkzeuge ähneln denen der adulten Tiere.

## Verbreitung
Märzfliegen sind von Europa bis Zentralasien verbreitet. In Europa sind sie in fast allen Staaten zu finden, außer in Südosteuropa. Aus dem Jahr 2018 gibt es einen Bericht über das erste Auftreten der Märzfliege in einer Himbeerzucht in Bulgarien.
Häufig sieht man sie dann in großen Schwärmen an Büschen oder Kleinpflanzen hängen. Dabei bevorzugen sie offene Landschaften in der Nähe von Gewässern.

## Lebensweise

### Ernährung
Die adulten Märzfliegen ernähren sich von verschiedenen Pflanzensäften und Nektar und bestäuben dabei die Blüten. Im Larvenstadium ernähren sie sich besonders von verrottenden Pflanzenteilen (saprophag) im Boden und sind damit recht nützlich. Es kommt aber mitunter auch vor, dass sie lebende Wurzelstöcke, Blätter oder Algen (rhizophag, phyllophag) anfressen. Jedoch gelten Märzfliegen als Allesfresser, denn sie ernähren sich auch von Kot (coprophag) und verzehren verschiedenes Kleingetier (zoophag). Aus dem Zerfall ihrer Kotballen entsteht sehr schnell Feinmull. Im Darmtrakt leben viele Bakterien, die auch im Kot gute Lebensbedingungen vorfinden und ihn zusammen mit niederen Pilzen und Protozoen zersetzen.

### Fortpflanzung
Zur Paarfindung tanzen die Märzfliegen miteinander in der Luft. Auch die Paarung beginnt in der Luft während des Fluges und wird am Boden oder in niedrigen Büschen fortgesetzt. Das Weibchen legt nach der Paarung etwa 100 Eier in den lockeren Boden oder in Dünger und bald danach sterben die Märzfliegen. Die Eier sind annähernd zylindrisch geformt und haben gerundete Enden. Sie sind anfangs weiß, später dunkeln sie an den Enden nach. Nachdem die neue Generation in 35 bis 40 Tagen geschlüpft ist, entwickeln sich die Larven im Boden, im Dünger oder unter Blättern gleichzeitig und überwintern.
Die Larven kommen oft gehäuft vor, wobei sie in den oberen Humusschichten, vor allem unter Falllaub, manchmal in Massen auftreten können. Sie leben im Regelfall von verrottenden Pflanzenteilen und sind wichtige Humusbildner (Saprophage). Bei Massenauftreten, eventuell auch bei Trockenheit, greifen die Larven allerdings auch die Wurzeln lebender Pflanzen, auch vieler Nutzpflanzen, an und können dadurch vor allem nach der Überwinterung als Schädlinge auftreten. Die Larven sind ziemlich unempfindlich gegen Kälte. Die Verpuppung erfolgt im Boden, die Puppe besitzt nur ganz kurze Atemhörner.

### Saisonalität
Die Märzfliege produziert im Gegensatz zu einigen anderen heimischen Arten aus der Familie der Haarmücken  jährlich nur eine Generation. Die Überwinterung findet ausschließlich im Larvenstadium in der Erde statt. Anfang März erscheinen dann nach der Puppenruhe die Imagines. Wegen ihrer Geselligkeit fliegen sie dann Ende März bis Mai in Schwärmen aus.

## Parasitologie
Märzfliegen werden häufig von Borophaga incrassata, einer Buckelfliege befallen. Dies ist einer der seltenen Fälle, in denen sich ein Zweiflügler als Endoparasit in einem anderen Zweiflügler als Wirtsorganismus entwickelt. Die Parasiteneier werden in die Larven oder Puppen ihrer Opfer eingebracht. Nach dem Schlupf leben die Larven im Kopf ihres Wirtes, der sich daher deformiert. Nachdem der Kopf ausgehöhlt wurde, wandern die Parasitenmaden durch den Rumpf der Märzfliege in den Hinterleib (Abdomen), wo sie sich dann verpuppen.